# 科列诺农村居民点
科列诺农村居民点（俄语：Коленовское сельское поселение）是俄罗斯联邦沃罗涅日州新霍皮奥尔斯克区所属的一个农村居民点。其下辖有17个居民点，行政中心为叶兰-科列诺。据2016年统计，该农村居民点的人口为5912人。